# Cleome tenella
Cleome tenella är en paradisblomsterväxtart som beskrevs av Carl von Linné d.y.. Cleome tenella ingår i släktet paradisblomstersläktet, och familjen paradisblomsterväxter. Inga underarter finns listade i Catalogue of Life.